# Aurelio Morandi
Aurelio Morandi (Orzinuovi, 19 marzo 1921 – Cassina Rizzardi, 19 aprile 1945) è stato un aviatore italiano. 
Fu l'ultimo dei 210 piloti italiani caduti in combattimento nelle file dell'Aeronautica Nazionale Repubblicana

## Biografia
Morandi è uno degli ultimi piloti ad arruolarsi nelle file della forza aerea della Repubblica Sociale Italiana, l'Aeronautica Nazionale Repubblicana.

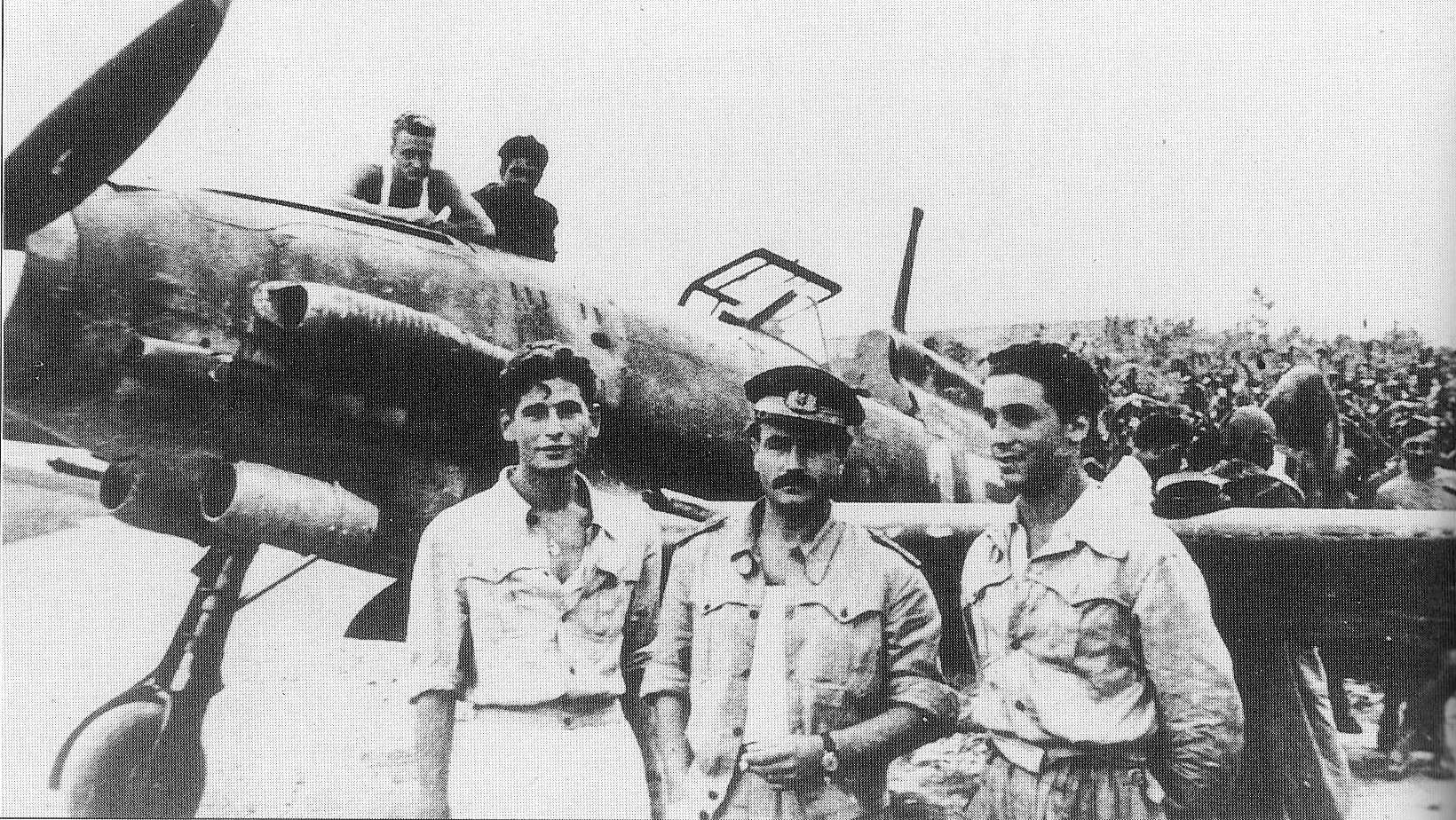
Aurelio Morandi, Adriano Visconti e Roberto Di Lollo

Dopo aver sostenuto con successo l'esame che lo rese idoneo, con il grado di sottotenente, al pilotaggio di aerei da caccia venne assegnato al suo reparto dove si distinse ottenendo la Croce di ferro di seconda classe per aver abbattuto un caccia Lockheed P-38 Lightning dell'USAAF nel cielo sopra Reggio nell'Emilia.
Negli ultimi giorni di guerra viene nuovamente assegnato alla 2ª Squadriglia "M. Marinone" del 1º Gruppo caccia "Asso di bastoni" equipaggiata con i Messerschmitt Bf 109 G-10.
Il 19 aprile 1945 viene dato l'allarme per l'approssimarsi di una formazione di tre bombardieri B-24 H Liberator. Questi facevano parte dell'859th Bomb Squadron, 2641st Provisional Group della 15th Air Force, con base a Rosignano Marittimo, in provincia di Livorno, e la loro missione era di approvvigionare, tramite un lancio con il paracadute, rifornimenti alle formazioni partigiane che operavano nella Valtellina.
Gli equipaggi statunitensi avvistarono i caccia dell'ANR e decisero di spostare la propria rotta a nord preferendo di incappare eventualmente nella contraerea svizzera piuttosto che scontrarsi direttamente con gli italiani. Uno dei tre B-24 però, il s/n 42-50428 comandato dal Captain W. "Tod" L. Sutton, rimutò la rotta ritornando nello spazio italiano rendendosi vulnerabile al Bf 109 di Morandi, il primo ad essere in condizioni di fare fuoco. Morandi si posizionò in coda sparando verso il B-24 nemico il quale a sua volta fece fuoco sul pilota italiano colpendolo mortalmente e facendolo precipitare in un campo situato a Cassina Rizzardi, in provincia di Como. Altre fonti sostengono la possibilità che Morandi sia stato colpito dalla contraerea elvetica in seguito ad uno sconfinamento avvenuto durante il combattimento. Il B-24 venne successivamente colpito anche dal tenente Oddone Colonna e dal serg. magg. Brunello che lo abbatterono mentre il suo equipaggio si lanciava con il paracadute, tutti atterrati su suolo svizzero tranne tre sul suolo italiano. Questi ultimi, il capitano Stutton, il tenente Brinner ed il sergente Mark, dopo essere stati catturati dagli italiani chiesero ed ottennero di presenziare alle esequie di Morandi come gesto di rispetto verso l'avversario caduto.

## Onorificenze
(Non riconosciuta dal Regno d'Italia e dalla Repubblica Italiana)

### Periodici
- Aitollo, Luciana e Nico Sgarlato. Aviatori italiani - Le imprese epiche vol.1. Supplemento ad Aerei N.49, gennaio-febbraio 2009. Delta editrice, Parma
- Daniele Lembo, A.N.R. - Un'aviazione da caccia, in Aerei nella storia, supplemento ad Aerei nella storia nº 75, dicembre 2010-gennaio 2011, ISSN 1591-1071.